# Bijakowy ścinacz zielonek
Bijakowy ścinacz zielonek (sieczkarnia bijakowa) – maszyna rolnicza służąca do równoczesnego ścinania, rozdrabniania i transportowania na przyczepę roślin przeznaczonych na paszę, do bezpośredniego skarmiania lub do zakiszania. Ścinacz może być używany do zbioru roślin niskołodygowych (lucerna, zboża, koniczyna, trawy) oraz roślin wysokołodygowych (kukurydza, słonecznik, sorgo), które przed zbiorem należy pochylić w kierunku przeciwnym do ruchu maszyny. Sieczkarnia bijakowa może być wykorzystywana do zbioru z pokosów zielonek, siana, a także słomy po kombajnie zbożowym. Ścinacz stosuje się również do przygotowywania roślin okopowych do zbioru: ogławiania buraków, usuwania łęcin ziemniaczanych. Oprócz tego maszyna ta znalazła swoje zastosowanie przy likwidacji wysokich ściernisk, pozostałej na pokosach słomy, czy też do niszczenia chwastów i oczyszczania nieużytków.
Bijakowy ścinacz zielonek jest maszyną bardzo uniwersalną, jednak jego wadą jest zanieczyszczanie zbieranej zielonki glebą.